# مارك تيرني
مارك تيرني (بالإنجليزية: Marc Tierney)‏ (23 أغسطس 1985 في المملكة المتحدة - ) هو لاعب كرة قدم بريطاني وإنجليزي في مركز الدفاع. لعب مع أولدهام أثلتيك وبولتون واندررز وشروزبري تاون وكولتشستر يونايتد ونورويتش سيتي ونادي كارلايل يونايتد.

## وصلات خارجية
- مارك تيرني على موقع إي إس بي إن إف سي (الإنجليزية)
- مارك تيرني على موقع قاعدة بيانات كرة القدم.إي يو (الإنجليزية)
- مارك تيرني على موقع Soccerbase.com (لاعب) (الإنجليزية)
- مارك تيرني على موقع Soccerway.com (الإنجليزية)
- مارك تيرني على موقع عالم كرة القدم.نت (الإنجليزية)
- مارك تيرني على موقع AS.com (الإسبانية)